# Nichtkommutative Potenzreihe
Nichtkommutative Potenzreihen stellen eine Verallgemeinerung der formalen Potenzreihen dar, derart dass verschiedene Variablen nicht kommutieren.

## Definition
Sei {\displaystyle {\mathcal {X}}} eine Menge und {\displaystyle W({\mathcal {X}})} das freie Monoid über {\displaystyle {\mathcal {X}}}. (Dann ist {\displaystyle W({\mathcal {X}})=\{x_{1}\cdots x_{n}|x_{i}\in {\mathcal {X}},\;n\geq 1\}\cup \{1\}}) Sei {\displaystyle R} ein Ring. Der nichtkommutative Potenzreihenring über {\displaystyle R} ist definiert als
{\displaystyle R\langle \langle {\mathcal {X}}\rangle \rangle :=\{\sum _{x\in W({\mathcal {X}})}r_{w}w|r_{w}\in R\}\cong \prod _{w\in W({\mathcal {X}})}R}
Die Addition auf {\displaystyle R\langle \langle {\mathcal {X}}\rangle \rangle } wird komponentenweise, die Multiplikation als Faltung 
{\displaystyle \sum _{w}a_{w}w\cdot \sum _{w}b_{w}w:=\sum _{w}(\sum _{uv=w}a_{u}b_{v})w}
definiert.

## Eigenschaften
- Für endliche Mengen {\displaystyle {\mathcal {X}}=\{X_{1},\ldots ,X_{n}\}} schreibt man {\displaystyle R\langle \langle X_{1},\ldots ,X_{n}\rangle \rangle }.
- {\displaystyle R\langle \langle X\rangle \rangle =R[[X]]} für eine Variable {\displaystyle X}
- {\displaystyle R\langle \langle {\mathcal {X}}\rangle \rangle /[R\langle \langle {\mathcal {X}}\rangle \rangle ,R\langle \langle {\mathcal {X}}\rangle \rangle ]=R[[{\mathcal {X}}]]}